# Acacia kraussiana
Acacia kraussiana är en ärtväxtart som beskrevs av George Bentham. Acacia kraussiana ingår i släktet akacior, och familjen ärtväxter. Utöver nominatformen finns också underarten A. k. madagascariensis.